# 巴特爾門茨冰原島峰
76°32′S 159°21′E / 76.533°S 159.350°E
巴特爾門茨冰原島峰（英語：Battlements Nunatak）是南極洲的冰原島峰，位於奧次地，處於阿倫山西北面11公里，由新西蘭探險隊發現和命名，現時由南極條約體系管理。